# Li Xiaoping
Li Xiaoping (kinesiska: 李 小平), född den 19 september 1962, är en kinesisk gymnast.
Han tog OS-silver i lagmångkampen i samband med de olympiska gymnastiktävlingarna 1984 i Los Angeles.